# Charlestown (Rhode Island)
Charlestown é uma vila localizada no estado americano de Rhode Island, no condado de Washington. Foi fundada em 1669 e incorporada em 1738.

É uma cidade que alberga o Festival anual Rhythm & Roots,  o powwon da Tribo Narragansett, e ainda um conjunto impressionante de parques de campismo e percursos de caminhadas. 
Possui um local designado por "The Fantastic Umbrella Factory" que integra animais vivos, uma floresta de bambu, uma estufa de plantas raras, um café vegan e lojas com artesanato local.

## Geografia
De acordo com o United States Census Bureau, a vila tem uma área de 153,7 km², onde 94,4 km² estão cobertos por terra e 59,3 km² por água.

## Demografia
Segundo o censo nacional de 2010, a sua população é de 7 827 habitantes e sua densidade populacional é de 82,91 hab/km². Possui 5 142 residências, que resulta em uma densidade de 54,47 residências/km².